# Paul Leyland
Paul Leyland é um matemático britânico com notáveis contribuições à área de teoria dos números, Sequências numéricas, tendo estudado testes de primalidade.
Contribuiu para definir a decomposição em fatores primos de números como {\displaystyle 400!+1}. Também estudou os números de Cunningham e  números de Woodall, e números da forma {\displaystyle x^{y}+y^{x}},chamados de Números de Leyland em sua homenagem.